# Mea van Ravesteyn-Kramer
M.J. (Mea) van Ravesteyn-Kramer (Bolsward, 28 december 1947) is een Nederlands politicus van D66.
Ze heeft in Utrecht sociale pedagogiek gestudeerd. Daarna was ze niet alleen wetenschappelijk actief maar heeft ze ook bestuurlijke functies gehad. In 1995 werd ze hoogheemraad van het waterschap Schieland en de Krimpenerwaard en eind 2003 werd ze daar loco-dijkgraaf. Daarnaast was Van Ravesteyn-Kramer van 1998 tot 2006 gemeenteraadslid in Rotterdam waar ze ook fractievoorzitter is geweest. In 1999 kwam ze landelijk in het nieuws als de voorzitter van de Commissie voor de Rekening (COR) van de gemeenteraad die onderzoek deed naar het declaratiegedrag van onder andere burgemeester Bram Peper die intussen minister geworden was (zie Bonnetjesaffaire). In oktober 2003 stelde ze zich kandidaat voor het D66-lijsttrekkerschap bij de Europese Parlementsverkiezingen 2004 maar al een dag na de officiële bekendmaking besloot ze om persoonlijke redenen haar kandidatuur terug te trekken. Vanaf december 2008 was Van Ravesteyn-Kramer ruim een half jaar waarnemend burgemeester van Bloemendaal.